# Ház a sziklák alatt
A Ház a sziklák alatt 1958-ban forgatott, 1959-ben bemutatott fekete-fehér magyar filmdráma Makk Károly rendezésében. A magyar filmtörténet egyik legpesszimistább, legkeserűbb darabja. Görög tragédiákra emlékeztető alkotás. Az 1957 és 1964 között készült több mint száz magyar film közül a kritikusok egyedül ezt válogatták be a budapesti tizenkettő közé, 2012-ben pedig felkerült a Magyar Művészeti Akadémia tagjai által kiválasztott legjobb 53 magyar alkotás listájára. 1958-ban Golden Gate-díjat nyert San Franciscóban.

## Cselekmény
Ferenc, a film főhőse betegen tér haza a második világháború utáni szovjet hadifogságból a falujába. Felesége addigra meghalt, a gazdaságról és a kisfiáról az asszony nővére, a csúnya és púpos Teri gondoskodik, aki titkon szerelmes Ferencbe. Próbálja őt elszigetelni a külvilágtól. Ferenc értékeli ugyan Teri áldozatkészségét, azonban a szépséges Zsuzsához vonzódik, és feleségül is veszi.
A vágy és a féltékenység miatt a púpos lány minden eszközzel rongálja ezt a házasságot. Ferenc nem bírja az őrlődést, és egy adódó lehetőséget kihasználva szakadékba löki Terát. Zsuzsa ezt megtudva elhagyja a férfit, Ferenc pedig feladja magát a rendőrségen.

## Szereplők
- Kós Ferenc – Görbe János
- Tera – Psota Irén
- Zsuzsa – Bara Margit
- Az öreg Kós – Bihari József
- Erdész – Bárdy György
- Sándor – Szirtes Ádám
- Orbán Viola
- Deák Sándor

## Televíziós megjelenés
- MTV1, m1 MTV2, m2, Duna TV, TV2 (1. logó), Filmmúzeum, Duna World, M5, Magyar Mozi TV